# Erioptera evergladea
Erioptera evergladea là một loài ruồi trong họ Limoniidae. Chúng phân bố ở miền Tân bắc.